# チルドレン・オブ・アース
「チルドレン・オブ・アース」（原題：Children of Earth）は、イギリスのSFドラマ『秘密情報部トーチウッド』の第3シリーズ。全5話で、2009年7月6日から10日かけてBBC Oneで放送された。プロデューサーはピーター・ベネット、監督はユーロス・リンが担当した。本作では地球の子どもたちを要求する地球外生命体への対処とイギリス政府の陰謀が題材になっており、過去の行動を隠蔽し地球外生命体の要求に譲歩しようとする政府に対抗するトーチウッド機関の姿が描かれる。第1話・第3話・第5話の脚本はエグゼクティブ・プロデューサーのラッセル・T・デイヴィスが執筆しており、全体のストーリーラインも彼が決定した。なお第3話の脚本にはジェームズ・モランも携わり、第2話と第4話はジョン・フェイがペンを執った。
「チルドレン・オブ・アース」は2009年7月の平日夜にBBC Oneで毎日放送された。『秘密情報部トーチウッド』第2シリーズはBBCの他のチャンネルにて1シリーズあたり13話で放送されていたが、本作はBBC Oneに移ったにも拘わらず5話のみの放送となった。主演のジョン・バロウマンはこれがBBCによる"罰"であるように感じたという。製作は2008年8月に始まり、イヴ・マイルズ、ギャレス・デヴィッド＝ロイド、カイ・オーウェンが続投された。後に『ドクター・フー』で12代目ドクター役を演じるピーター・カパルディもゲスト出演した。ディヴィスはまた、『ドクター・フー』第4シリーズのフィナーレ「盗まれた地球」「旅の終わり」に出演したフリーマ・アジェマンとノエル・クラークも出演させる予定であったが、彼らが出演できなくなったため脚本の書き直しを余儀なくされた。
真夏の夜はテレビシリーズにとっては一般に視聴率の振るわない枠 (en) である。デイヴィスによると、想定よりも視聴者数が多かった（ピーク時に676万人）ことから、衝撃を受けたBBCの上層部から祝福の電話がかかったという。前2シリーズと比較して批評家からの評価は高く、BAFTAウェールズアワード (en) やサターン賞およびケルティック・メディア祭賞を受賞した。主要登場人物であるイアント・ジョーンズの死に狼狽えたファンは多く、将来的にイアントを再登場させるよう脚本家を説得する意図のキャンペーンや寄付が行われた。本作の成功は第4シリーズ「人類不滅の日」の製作にも繋がった。

## あらすじ
ある日、突如として地球上の子どもたちが不審な挙動を始める。子どもたちは外部からの刺激に一切反応を示さなくなり、「We are coming!」と文字通り異口同音に叫び始める。地球全土の子どもが英語で話していることを不審に感じたトーチウッドメンバーは捜査を開始し、子ども達がイギリスを指差していること、そして子ども以外にもクレメント・マクドナルド（演：ポール・コプリー）という老人が同様の反応を示していることを知る。しかしジャック・ハークネス（演：ジョン・バロウマン）は政府により腹に爆弾を埋め込まれ、その爆発によりトーチウッドの基地は壊滅し、メンバーは散り散りになって逃走する。
グウェン・クーパー（演：イヴ・マイルズ）は夫リース（演：カイ・オーウェン）と共に内務省の女性職員ロイス・ハビバ（演：クシュ・ジャンボ）とのパイプを作り、彼女の上司であるジョン・フロビシャー（演：ピーター・カパルディ）がトーチウッドメンバーの抹殺を画策していることを知る。2人はメンバーの一人であるイアント・ジョーンズ（演：ギャレス・デヴィッド＝ロイド）と協力し、爆破跡地から回収・監禁されていたジャックを救出する。
その翌日、子ども達を介して地球にメッセージを送っていた456と呼ばれる地球外生命体がテムズハウスに到着する。ロイスがスパイとしてテムズハウスに潜入して情報をトーチウッドに流したことで、過去にイギリス政府がインフルエンザワクチンの見返りに456に12人の子どもを引き渡していたこと、そしてジャックが受け渡しを担当していてその事実を知っていたことが判明する。政府の弱みを握ったトーチウッドは実力行使に出て456と直談判するが、456はテムズハウス内にウイルスを散布して館内の人間を皆殺しにし、その過程でイアントが死亡。クレメントも456との共鳴により殺害されてしまう。
今回の456の要求は地球人の子どもの10%の引き渡しで、渡された子どもを原料にして麻薬を製造し快楽に浸る算段であった。イギリス政府をはじめ各国の政府が456の要求を呑んだため全世界で子どもの強制輸送が開始されると、456の担当官であったフロビシャーは首相から直々に子どもを犠牲にするよう命じられ、家族を麻薬の材料にしないため一家心中する。ジャックはクレメントの死からヒントを得て456を打倒する方法を思いつくが、その実行の過程で孫を犠牲にしてしまう。456を撃退した後に首相は非人道的な態度が明るみに出て失脚し、多くのものを失ったジャックは地球を離れて宇宙へ旅立つ。

## 製作

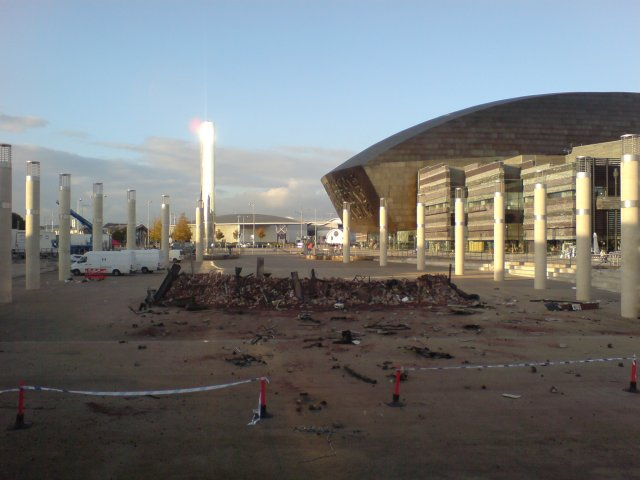
撮影前に非常線の張られたRoald Dahl Plass

### 撮影
2008年8月にカーディフで撮影が開始され、1週間はロンドンでも撮影が行われた。パブのシーンはニューポートのMaindeeエリアで追加の撮影が行われ、カーディフの架空の聖ヘレン病院でのシーンはブリストルにてBBCの『Casualty』のセットが流用された。13階のセットはUpper Boat Studiosで組み立てられた最大のセットであった。

### 配役
ジョン・バロウマン、イヴ・マイルズ、ギャレス・デヴィッド＝ロイド、カイ・オーウェン、トム・プライスはそれぞれ以前にも出演した『秘密情報部トーチウッド』の登場人物役で出演した。デヴィッド・ロイドは出演するエピソードが5話のうち4話までしかないと聞き、自身の演じるイアントが殺害されることを知った。
ピーター・カパルディとニコラス・ブリッグスは両者とも「チルドレン・オブ・アース」以前に『ドクター・フー』に出演していた。内務省の事務次官ジョン・フロビシャーを演じたカパルディは、『ドクター・フー』第4シリーズ「ポンペイ最後の日」にカエキリアス役で出演し、2013年には12代目ドクター役で「ドクターの日」に出演した。ブライアン・グリーン内閣の閣僚リック・イェーツ役で出演したブリッグスはダーレクなど『ドクター・フー』新シリーズの複数の生物の声を担当した声優であり、ビッグ・フィニッシュ・プロダクションのオーディオドラマシリーズにも多く出演している。マーサ・ジョーンズとミッキー・スミス役で第4シリーズのフィナーレ「旅の終わり」に出演したフリーマ・アジェマンとノエル・クラークも出演予定であったが、スケジュール上の問題で出演不可能となった。デイヴィス曰く、アジェマンは「チルドレン・オブ・アース」の契約が公式に確約されるより前に、1年間に13エピソードの『Law & Order: UK』にキャスティングされていた。連絡を受けたデイヴィスはマーサの代わりになる登場人物としてクシュ・ジャンボが演じるロイス・ハビバを導入した。しかしアジェマンはマーサ役で復帰することを否定しておらず、デイヴィスもアジェマンの復帰に意欲的な態度を示した。劇中ではマーサの不在は新婚旅行であるとジャックとグウェンが言及しており、『ドクター・フー』の2010年新春スペシャル「時の終わり」ではマーサが以前の婚約者トーマス・ミリガン（演：トム・エリス）ではなくミッキーと結婚したことが明かされている。
「チルドレン・オブ・アース」には5話の間に多くの脇役が登場した。他の新キャラクターにはクレメント・マクドナルド（演：ポール・コプリー）、内務省職員ブリジット・スピアーズ（演：スーザン・ブラウン）、首相ブライアン・グリーン（ニコラス・フラメル）、工作員ジョンソン（リズ・メイ・ブライス）、イアントの姉リアノン・デイヴィス（演：ケイティ・ウィックス）、その夫ジョニー・デイヴィス（演：ロドリー・ルイス）がいる。ジャックの娘アリスはルーシー・コヒューが演じた。

## 放送
「チルドレン・オブ・アース」は2009年7月6日から10日にかけて5夜連続でBBC Oneにて放送された。第1シリーズは2006年にBBC Three、第2シリーズは2008年にBBC Twoで放送されていたため、『秘密情報部トーチウッド』がBBC Oneで放送されたのは今回が初めてであった。第2シリーズと比較して視聴者数は200万人増え、平均視聴率は倍増した。平均視聴者数は590万人で、最高視聴者数は680万人（番組視聴占拠率28%）に達した。
国際的には、2009年7月7日からオーストリアのUKTVオーストリアにて、7月20日からカナダのスペースとアメリカ合衆国のBBCアメリカで放送された。オーストラリアでは25 - 54歳の成人が18か月視聴した番組の中で2位と71%の差をつけて1位のレーティングを記録し、アメリカではBBCアメリカの全放送番組における1位を達成した。
日本ではスーパーネットワークの海外ドラマ専門チャンネルであるスーパー!ドラマTVにて字幕版が放送された。HuluやAmazonプライム・ビデオなどのサービスで配信されている。

### サウンドトラック
シルヴィア・スクリーン・レコードは7月10日にMP3で、7月27日にCDでサウンドトラックをリリースした。CDには40トラックが収録されており、うちオープニングテーマとエンディングテーマを除く38トラックはDay OneからDay Fiveまでの5つに分かれている。

### DVD
リージョン2のDVDは2009年7月13日に、リージョン1のDVDとブルーレイは2009年7月28日にリリースされた。Best Buy限定版にはCDとオーディオドラマ「Lost Souls」も同梱された。第5話の音楽はオリジナルの放送版から差し替えられている。リージョン4のDVDは2009年10月1日にリリースされた。

## 評価

### レビュー
「チルドレン・オブ・アース」のレビューは主に肯定的であった。
ガーディアン紙のダニエル・マーティンは連日レビューを更新して全体として肯定的な評価をし、「何という信じがたい1週間だろう。酷く醜いセックスエイリアン対サイバーウーマンから始まった『秘密情報部トーチウッド』は真の宝物になった」とコメントした。彼は番組のテーマの暗示について「人々がこの世界における自身の可能性に気付くとき彼らは死ぬ」と推論し、「もし同じことがこのシリーズに起これば酷いことだ。だが神よ、それは詩的なことだろう」と述べた。
デジタル・スパイのベン・ローソン＝ジョーンズは本作の第1話から第3話を高く評価し、特にデイヴィスの「節約的」かつ「繋ぎ目のない」脚本がファンを疎外することなく新規視聴者のために戻ってきた三人を再構成していると賞賛した。物語が織り合わさっていることについては、彼は演者の演技力を以てルペシュ・パタンジャリとクレメントおよびロイスを「信頼できてかつ魅力的」と評価した。しかし、第1話の強烈さの後では第2話が霞んでしまっているとも感じ、「活かすのに失敗している」とコメントした。シリーズを総括して、彼は本作が「特殊効果に依存せず素晴らしい演技と監督と脚本に頼った強力な人間ドラマ」で「大変な成功」だったと述べた。
IGNのアフサン・ハクは本作に10点満点で9.5点と編集者賞を与えた。ハクはジョン・バロウマンの演技を絶賛し、「心が張り裂けそうな瞬間を冷静に捌きながらも、彼の選択が彼の内面をどれだけ引き裂いているかが十分に伝わってくる。ジャックは肉体的に死ぬことができないかもしれないが、感情的には、苦しみを抱えながら生きなくてはならない運命は死ぬよりも遥かに酷いものだ。」とコメントした。また、リアノンとジョニーの追加が「物語が人間の状態に根ざしたものであり、心ないSFアクション祭りにならないようにするのに真に役立つ、裏打ちされた人間味のある瞬間をたくさん提供している」と評価した。「テクノバブルが僅かにわざとらしくも感じられた」と指摘しつつも、ハクは本作が史上最高だったという旨のコメントをしてレビューを終えた。
ニューヨーク・タイムズ紙のマイク・ホールのレビューはより賛否両論であった。彼は本作が1960年のイギリスSF映画『未知空間の恐怖/光る眼』をリスペクトしている点を指摘し、本作が「正確には良いものでなかったとしてもまだまだ楽しめる」と纏めた。また、彼は合計5時間のミニシリーズを5日間に亘って放送することの問題点にも言及しており、これはロザンゼルス・タイムズの批評家ロバート・ロイドもこの形式では途中でラグが生じてしまうとして問題視していた。
全ての批評家が肯定的であったわけではない。デイリー・ミラー紙のジム・シェリーは本作を高く評価せず、「『秘密情報部トーチウッド』は現代の『Blake's 7』だ。滑稽なプロット、気取って劇的な演技、問題の未熟な偏好。今週のプロットは50年代の古典的SF『The Midwich Cuckoos』の盗作だ。」とした。また彼は10代目ドクター役のデイヴィッド・テナントと比較してジャック役のバロウマンに十分な技量がないと批判もした。

### ファンの反応
「チルドレン・オブ・アース」でのイアントの死はファンからの抗議の引き金を引き、募金活動に発展した"Save Ianto Jones"キャンペーンも展開された。中には製作陣への罵倒や脅迫に出るファンもおり、それらに怒りを覚えた脚本家の一人であるジェームズ・モランが自身のブログに関連記事を投稿する事態にもなった。ラッセル・T・デイヴィスはイアントの退場の決定をしたことについて謝罪せず、「ファンがイアントに包まれてあれだけの反応をしてくれるのは嬉しい限りだ」とコメントした。脚本家のジョン・フェイは、デイヴィスのビジョンを実行するにあたって、イアントの死はジャックの不死の代償、すなわちジャックの大切な人々が周囲で死んでいく様を見るための手段であると指摘している。
また、イアントの死をきっかけに、同性愛嫌悪的な物語の慣習に従っていると番組の制作者を非難したファンもいた。AfterElton.comはその後、以前に登場人物が交際を認めなかったことを踏まえてこの死を分析し、ホモフォビアの表現ではなく、LGBTコミュニティが被害者意識を捨てつつあることの表れであるとする反対意見を発表した。

### 受賞
2010年、「チルドレン・オブ・アース」はBAFTAウェールズ賞、第36回サターン賞、ケルティック・メディア祭賞を受賞した。また第21回GLAADメディア賞やTCA賞にもノミネートされた。主演女優のイヴ・マイルズはSFXの読者投票で最優秀女優賞を受賞し、第11回Airlock Alpha Portal Awardsで最優秀女優に選ばれ2010年BAFTAウェールズ賞の最優秀女優賞にもノミネートされた。ジョン・バロウマンは2010年TV Choice Awardsのショートリストに入り、11代目ドクター役のマット・スミスと賞を奪い合った